# Повелитель страниц
«Повелитель страниц» (англ. The Pagemaster) — американский семейный кинофильм. Сценарий написан Давидом Киршнером на основе шестистраничного рассказа писателя Чарльза Пога под названием «Дни библиотеки».
В общей сложности процесс производства фильма занял три с половиной года.

## Сюжет
Десятилетний пессимист Ричард Тайлер (Маколей Калкин) строит свою жизнь, основываясь на статистике, и боится практически всего на свете. Родители пытались развить в сыне храбрость, но их попытки принесли мало пользы. Как-то раз, когда Ричард и его отец строили домик на дереве, у них закончились гвозди, и отец посылает Ричарда в магазин купить ещё. По дороге в магазин он попадает под ужасный ливень и в поисках укрытия заходит в местную библиотеку. Здесь он знакомится с мистером Дьюи (Ллойд), эксцентричным библиотекарем, который сразу же пытается выведать у Ричарда его книжные предпочтения и даёт ему читательский билет. Но Ричард не хочет брать книги, он всего лишь хочет позвонить родителям, чтобы они забрали его домой. Разочарованный мистер Дью указывает ему дорогу к телефону.
По пути Ричард останавливается в ротонде, потолок которой расписан изображениями классических книжных персонажей (пираты и Джон Сильвер, доктор Джекилл и мистер Хайд, Моби Дик, рыцарь и дракон). Посередине изображён некий старец в синих одеяниях, держащий в руке свиток. Засмотревшись на изображения, Ричард делает шаг назад и поскальзывается на натёкшей с его дождевика воде. Очнувшись, он замечает, что изображения на потолке начинают таять и потоки краски стекают на пол, превращая окружающий мир в его анимационную версию. Испугавшись, Ричард пытается убежать, но из краски материализуется дракон, который гонится за Ричардом и нагнав, превращает и его в нарисованного. К Ричи приближается Повелитель Страниц (оказывается, именно он был изображён в центре потолка ротонды). Ричи хочет найти выход из библиотеки, и Повелитель Страниц отправляет его в путешествие через книжные секции. По пути Ричард находит себе друзей в лице антропоморфных книг: «Приключение», отважную и дерзкую пиратскую книгу; «Сказку», резкую, но добрую и заботливую книгу сказок; и «Ужаса», книгу ужасов, странноватую и неказистую, но дружелюбную и добрую.
Всех их он встречает, проходя через каждую соответствующую секцию. Вся троица соглашается помочь Ричи найти выход с условием, что он возьмёт их с собой, так как им надоело пылиться на полках. Новоявленный квартет побывает в классических книжных приключениях: они удерут от собаки Баскервилей и побывают в гостях у Доктора Джекилла, где сразятся с его тёмным альтер эго Мистером Хайдом в секции ужасов; поохотятся на Моби Дика, будут подобраны «Испаньолой», кораблём Джона Сильвера и окажутся на Острове Сокровищ в секции приключений; побывают в Лилипутии и сразятся с драконом, в секции сказок. В конце концов, Ричард и его новые друзья доберутся-таки до Выхода, где их встретит Повелитель Страниц. И каждый получит то, чего хотел: Ричард обретёт храбрость и новых друзей в лице книг, а Приключение, Сказка и Ужас — долгожданную свободу и радость от того, что их снова читают.

## В ролях
| Актёр            | Роль                                 |
| ---------------- | ------------------------------------ |
| Маколей Калкин   | Ричард «Ричи» Тайлер                 |
| Кристофер Ллойд  | Мистер Дьюи/Повелитель Страниц       |
| Патрик Стюарт    | Приключение (озвучка)                |
| Вупи Голдберг    | Сказка (озвучка)                     |
| Фрэнк Уэлкер     | Ужас/Дракон (озвучка)                |
| Эд Бегли-младший | Алан Тайлер, отец Ричи               |
| Мэл Харрис       | Клэр Тайлер, мать Ричи               |
| Леонард Нимой    | Доктор Джекилл/Мистер Хайд (озвучка) |
| Джордж Хирн      | Капитан Ахав (озвучка)               |
| Джим Каммингс    | Джон Сильвер (озвучка)               |